# 无名英雄纪念墓
无名英雄纪念墓，位于上海市宝山区的一个抗日战争纪念墓，位于宝山区泗塘二中校园内。该墓是为纪念1932年在一二八淞沪抗战阵亡的十九路军和第五军将士而建的，1936年2月16日举行落成典礼，1937年11月被日军炸毁。1984年，无名英雄纪念墓被列为上海市纪念地点。1998年上海市文物管理委员会在墓葬原址修建了遗址纪念碑。2014年4月4日，无名英雄纪念墓遗址被列为上海市文物保护单位。

## 历史
1932年1月28日，淞沪抗战爆发。蔡廷锴和张治中分别率领十九路军和第五军参加了战役。这次战役结束之后，大部分阵亡将士遗骸被运往南京的紫金山，葬于国民革命军阵亡将士公墓中。此后时任上海特别市市长吴铁城倡议在淞沪抗战最激烈的庙行镇修建一座纪念墓。为此社会各界共计筹资24万银元，并在庙行镇捐地30亩以修建该纪念墓。1936年1月28日，该纪念墓正式建成，当年2月16日，该墓举行建成典礼和公祭仪式，是为无名英雄纪念墓。抗日战争爆发后，1937年11月，上海被日军占领，无名英雄墓随即被日军炸毁。原有的石椁被埋藏于泗塘二中西侧围墙外的地下，椁盖被炸裂，后不翼而飞。:761-762

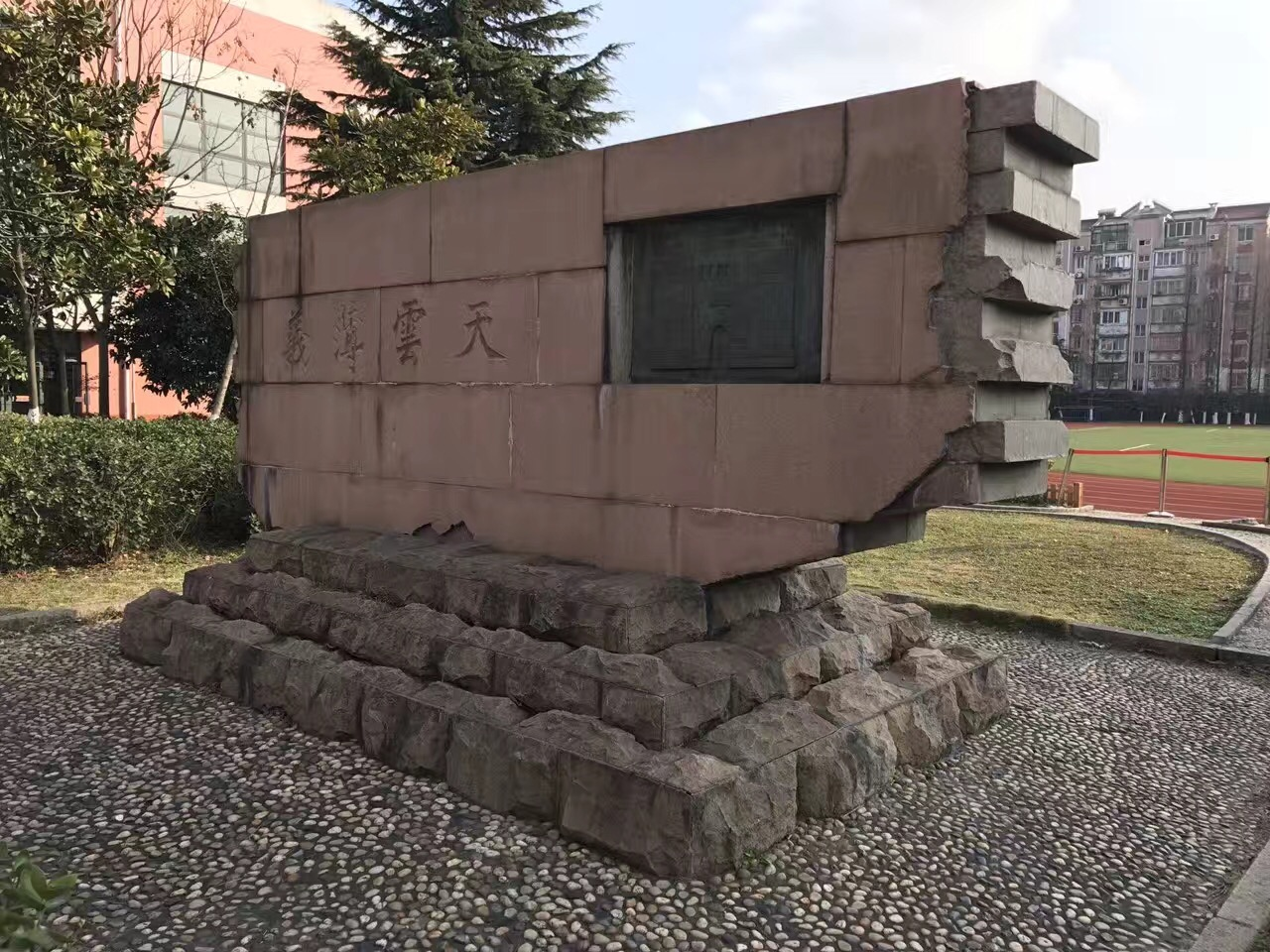
纪念碑背面

中华人民共和国成立后，1984年3月19日，无名英雄纪念墓遗址被公布为上海市纪念地点。1998年12月，上海市文物管理委员会在泗塘二中操场跑道北侧新建了一座无名英雄纪念墓遗址的纪念地，并修建了一座纪念碑。该纪念地整体占地面积484平方米，其中纪念碑长5米，高2.6米，宽0.42米。该碑整体呈长方形，正面为断壁残垣，背面刻有四个大字“义薄云天”。纪念碑落成时，原有的纪念建筑中存留的尚有一间门房，一座水泥桥和一条一·二八纪念路。2003年，无名英雄纪念墓遗址纪念碑被宝山区人民政府列为宝山区爱国主义教育基地。2014年4月4日，无名英雄纪念墓遗址被调整为上海市文物保护单位。

## 原结构
修建完成的墓葬坐落于庙行镇周巷村东部、鹅馋浦北岸，整体由金山石砌成，底部为三层台基，台基上为高10余米的墓体，墓内安放有阵亡将士的衣冠石椁，南侧墓门上方正中安放有一块刻有“义薄云天”四字的石碑，墓体两侧立有旗杆。墓体周围栽种有绿植，四周筑有围墙，围墙南侧开有6扇大铁门，并建有4间门卫室。墓园外有一座水泥桥，为了方便人们祭扫还配套修建了一条一·二八纪念路。:761-762